# Via dei Vagellai
Via dei Vagellai è una strada del centro storico di Firenze, tra via de' Benci e piazza Mentana.

## Storia
Il termine "vagello" deriva dal latino vascellum, con il quale si indicavano le grandi caldaie utilizzate dai tintori di stoffe, che si concentravano in questa zona e che venivano di conseguenza detti vagellai. "Una volta si chiamava via dei Vaggellai quella che oggi viene detta via Torta, mentre la prima parte della vicina via dell'Anguillara veniva detta via delle Tinte. Come si vede, gran parte del quartiere di Santa Croce, attorno al Corso dei Tintori, era occupato da coloro che tingevano le stoffe, e che avevano accanto i Saponai loro stretti collaboratori. Non per nulla, oltrepassata l'attuale piazza Mentana, la via dei Vagellai continua con la via dei Saponai" (Bargellini-Guarnieri).
La strada si è chiamata anche "strada dietro al Canto degli Alberti", perché passava lungo il retro di palazzo Alberti, o "via che va a Piazza d'Arno", ovvero all'attuale piazza Mentana dove si trovava il porticciolo d'Arno. Tra le famiglie che ebbero qui le loro case ci furono i Busini, i Tolosini, i Donati.

## Descrizione
La strada, con andamento irregolare, pavimentata a lastrico, ha ruolo del tutto secondario nell'ambito della viabilità cittadina e conserva carattere antico, in particolare grazie alla successione di mensoloni che caratterizzano lo sporto di palazzo Mellini.
| Immagine | N°   | Nome                      | Descrizione |
| -------- | ---- | ------------------------- | --- |
|          | s.n. | Casa Rossi                | La casa, situata in prossimità di quella che era la porta a' Buoi della seconda cerchia di mura comunali, gode di una invidiabile posizione su via de' Benci, angolo via dei Vagellai, che l'apre alla luce e alla veduta del corso dei Tintori: l'ubicazione lascia intendere quanto antica possa essere la primitiva fondazione, di cui tuttavia non sembra rimanere oggi nessuna traccia. Segnata sul fronte che guarda a via de' Benci da un ampio balcone, si presenta infatti come di pretto gusto ottocentesco. La soprelevazione del quarto piano e la costruzione del volume sopra al tetto, con l'ampia finestratura, sono ascrivibili al periodo 1832-1849, quando l'edificio era proprietà della famiglia Rossi. |
|          | s.n. | Palazzo Bardi alle Grazie | L'edificio fu fatto erigere su preesistenze, probabilmente ad opera di Filippo Brunelleschi, attorno al 1430 dalla famiglia dei banchieri Busini: è quindi evidente la sua grande importanza nel testimoniare, circa quindici anni prima della costruzione di palazzo Medici di via Larga ad opera di Michelozzo, il definirsi della tipologia del palazzo rinascimentale in un momento di significativa crescita urbana promossa dai ceti dirigenti del tempo. Passato di proprietà ai Bardi nel 1483 fu poco dopo completato, forse con il concorso di Giuliano da Maiano, chiudendo le grandi aperture sul fronte che davano accesso a vari locali adibiti a botteghe (una successione di fornici è ancora apprezzabile su via Malenchini e due permangono su via de' Vagellai). Estintasi la linea diretta della famiglia ai primi dell'Ottocento, l'edificio passò ai Bardi Serzelli, che l'hanno abitato fino al 1954, anno della morte del conte Alberto. Successivamente affittato alla Provincia di Firenze, è stato da questa scelto negli anni settanta per ospitare il III Liceo Scientifico statale. A partire dal 1990 circa, oramai liberato dalla presenza della scuola e acquistato da una società immobiliare, è stato interessato da un complesso cantiere finalizzato al recupero della fabbrica e alla suddivisione in appartamenti dei grandi ambienti interni, conclusosi nel 2007. |
|          | 2-4  | Palazzo Mellini           | È questo il fronte secondario del tardo quattrocentesco palazzo Mellini, caratterizzato da sporti su mensole di pietra che si dispongono, allineate, riproponendo l'andamento leggermente spezzato che ugualmente caratterizza la facciata principale su via de' Neri 1. Qui si trova un piccolo tabernacolo con un Crocifisso. |
|          | 3    | Casamento                 | Affacciato anche su piazza Mentana 4a, un edificio realizzato nei primi anni settanta del Novecento, nel quale si volle essere moderni ricorrendo a volute asimmetrie nella collocazione e nelle forme delle bucature, così come nel ricorso a elementi decorativi stilizzati che oggi appaiono ben poco capaci di armonizzarsi con lo spazio circostante. Attualmente parte degli ambienti al terreno sono occupati da laboratori (anche didattici) del vicino museo Galileo. |
|          | 8    | Casa con stemma           | L'edificio ha un ampio portale sulla destra, che reca uno scudo ormai abraso: secondo Bargellini-Guarnieri era uno stemma del monastero del Chiarito, che dovette possedere l'edificio. |